# Karl Brückner (Politiker)

Karl Brückner

Karl Brückner (* 11. Juni 1904 in Nieder-Neuland, Landkreis Neisse; † 3. April 1945 bei Primkenau, Landkreis Glogau) war ein deutscher Politiker (NSDAP).

## Leben
Brückner besuchte von 1910 bis 1918 die Volksschule und anschließend eine dreijährige kaufmännische Lehre in Neiße. Zwischen 1921 und 1926 war er als Verkäufer tätig, bevor er sich als Besitzer eines Zigarren-Spezialgeschäftes selbständig machte. 
Zum 1. Juli 1930 trat Brückner in die NSDAP ein (Mitgliedsnummer 268.971), am 1. Oktober desselben Jahres wurde er stellvertretender Bezirksleiter und Kreisredner. Am 1. August 1932 erfolgte eine Ernennung zum NSDAP-Kreisleiter des Stadt- und Landkreises Glogau.
Ab 1936 war Brückner in der 10. und 11. Wahlperiode Mitglied des deutschen Reichstages. Er fiel am Ende des Zweiten Weltkrieges.